# Чижевский, Александр Арсеньевич
Алекса́ндр Арсе́ньевич Чиже́вский (укр. Олександр Арсенійович Чижевський; род. 27 мая 1971, Луцк) — украинский футболист, тренер.

## Биография

### Карьера в клубе
Воспитанник луцкой ДЮСШ и львовского спортинтерната. Первый тренер — Юрий Васильевич Тимофеев. Закончил Львовский институт физкультуры.
Свой 400-й матч в элитном украинском дивизионе отыграл 12 декабря 2009 года, выйдя в стартовом составе ужгородского «Закарпатья» в гостевом матче против полтавской «Ворсклы».

### Карьера в сборной
Единственную игру за сборную Украины сыграл 15 июля 1998 года в Киеве на Республиканском стадионе. Это был товарищеский матч со сборной Польши (1:2). На 44-й минуте матча получил жёлтую карточку. В перерыве после первого тайма был заменён Владиславом Ващуком.

### Тренерская карьера
После окончания карьеры футболиста сдал экзамены и получил лицензию тренера.
Тренерскую деятельность начал в клубе «Карпаты» (Львов). С 2014 по 2015 год — тренер состава U-21 в «Карпатах», а с января 2016 года — помощник главного тренера.
В 2019 году возглавил «Агробизнес» из Волочиска.

## Достижения

### Командные
- Бронзовый призёр чемпионата Украины: 1998
- Финалист Кубка Украины (2): 1993, 1999
- Победитель Второй лиги СССР: 1991 (зона «Запад»)

### Личные
Вошёл в символичную сборную львовских «Карпат» как лучший защитник за время проведения чемпионатов Украины.
Первым сыграл 300 матчей в чемпионате Украины. Именем Чижевского назван символический клуб, куда входят игроки сыгравшие 300 или более матчей в элитном украинском дивизионе. 12 декабря 2009 года стал первым, кто провёл 400 игр в Высшей лиге чемпионата Украины по футболу.
В 2004 году получил золотую награду ПФЛ Украины за рекордное количество матчей.